# L'Éthique de la Liberté
L'éthique de la liberté est un livre qui est paru à l'origine en anglais durant l'année 1982 par le philosophe et économiste américain Murray N. Rothbard, dans lequel il expose une position libertarienne. L'argumentaire de Rothbard est basé sur une éthique des droits naturels, et une défense de l'anarcho-capitalisme.
L'introduction par Hans-Hermann Hoppe apparut dans l'édition anglaise de 1998 de cet ouvrage explique que l'intégration de l'économie et de l'éthique sur la base du concept de propriété, et en conjonction avec des preuves du domaine  d'observations et de d'hypothèses empiriques (telle que la biologiques et physiques), Rothbard déduit le corpus du droit et des principes libertariens, De l'appropriation légale et légitime de la propriété privée au sein de ce dernier à celle des contrats et des punitions dans le but d'obtenir une cohésion sociale.
Le livre a été traduit de l’anglais au français par Pierre Lemieux et François Guillaumat,.

## Résumé
L'Éthique de la liberté est un ouvrage principalement structuré en cinq parties, bien qu'une édition antérieure n'ait pas inclus la cinquième partie. La première partie sert d'introduction, présentant les grandes lignes de la théorie libertarienne du droit naturel et répondant aux objections à l'égard de cette théorie. La deuxième partie constitue le cœur de l'ouvrage, où l'auteur développe l'éthique de Rothbard concernant l'usage de la force pour assurer la cohésion sociale. La troisième partie applique ces principes éthiques à l'État, que Rothbard considère comme l'ennemi fondamental de la liberté et des droits naturels, ces derniers étant, selon lui, la véritable loi. La quatrième partie propose une analyse des théories politiques élaborées par des penseurs tels que Mises, Hayek, Berlin et Nozick. Enfin, la cinquième partie présente une stratégie politique visant à passer du système actuel à une société anarcho-capitaliste et libertarienne.
Dans une introduction, Hoppe indique que L'éthique de la liberté constitue le deuxième ouvrage majeur de Murray Rothbard, le premier étant L'Homme, l'économie et l'État (1962).